# Eburia semipubescens
Eburia semipubescens es una especie de escarabajo longicornio del género Eburia, tribu Eburiini, familia Cerambycidae. Fue descrita científicamente por Thomson en 1860.
Se distribuye por Venezuela.

## Descripción
La especie mide 17,5-31 milímetros de longitud. El período de vuelo ocurre en los meses de mayo y septiembre.